# Pontçay
Pontçay est une ancienne commune d'Indre-et-Loire, annexée en 1832 à Marigny-Marmande.

## Démographie
| 1793 | 1800 | 1806 | 1821 | 1831 | 1832 |
| ---- | ---- | ---- | ---- | ---- | ---- |
| 127  | 144  | 143  | 141  | 135  | -    |